# سمفونية حلوة مرة (أغنية)
سمفونية حلوة مرة (بالإنجليزية: Bitter Sweet Symphony)‏، هي أغنية إنجليزية كتبها الفنان الموسيقي البريطاني ريتشارد أشكروفت من صنف موسيقى الروك البديل والروك السمفوني، ضمن ألبوم «التراتيل الحضرية» (بالإنجليزية: {{{1}}})‏ Urban Hymns، وهو العمل الفني الثالث لمجموعة ذافيرف الذي تم إصداره في سنة 1997.
تم صدور أغنية وفيديو كليب «سمفونية حلوة مرة» يوم 16 يونيو حزيران 1997 من قبل «هات للتسجيلات» (بالإنجليزية: {{{1}}})‏ Hut Recordings كأغنية متصدرة للألبوم.
حققت الأغنية المرتبة الثانية على قائمة أفضل الأغاني الفردية بالمملكة المتحدة، واستقرت على هذا الترتيب حوالي ثلاثة أشهر متواصلة، توسع زخم الأغنية في الولايات المتحدة بعد الأشهر الأخيرة من عام 1997 من صدور الألبوم. وقد حققت الأغنية الترتيب 12 على قائمة بيلبورد هوت 100 في الولايات المتحدة الأمريكية.

## روابط خارجية
- سمفونية حلوة مرة على موقع IMDb (الإنجليزية)